# Aero A.300
Aero A.300 là một loại máy bay ném bom của Tiệp Khắc.

## Quốc gia sử dụng
Tiệp Khắc
- Không quân Tiệp Khắc

 Slovakia
- Không quân Slovak (1939-1945)

## Tính năng kỹ chiến thuật (A.300)
Đặc tính tổng quan
- Kíp lái: 3
- Chiều dài: 13,5 m (44 ft 3 in)
- Sải cánh: 19,2 m (63 ft 0 in)
- Chiều cao: 3,4 m (11 ft 2 in)
- Diện tích cánh: 46 m2 (500 foot vuông)
- Trọng lượng rỗng: 3,955 kg (9 lb)
- Trọng lượng cất cánh tối đa: 6,040 kg (13 lb)
- Động cơ: 2 × Bristol Mercury IX , 610 kW (820 hp) mỗi chiếc

Hiệu suất bay
- Vận tốc cực đại: 470 km/h (292 mph; 254 kn)
- Tầm bay: 900 km (559 mi; 486 nmi)
- Trần bay: 8,300 m (27 ft)

Vũ khí trang bị

- Súng: 3 × súng máy 7,92 mm vz.30 (Česká zbrojovka Strakonice)
- Bom: 1.000 kg (2.200 lb)